# پتزیت
پتزیت  (به انگلیسی: Petzite) با فرمول شیمیایی Ag3AuTe2 از مجموعه کانی هاست و ازنام اولین تجزیه‌کننده آن: W.Petz گرفته شده‌است. محلول در اسیدنیتریک که طلاباقی می‌ماند. محلول در اسیدسولفوریک گرم Ag:۴۱٫۷۱٪ Au:۲۵٫۴۲٪ Te:۳۲٫۸۷٪ برای اولین بار در رومانی کشف شد و از نظر شکل بلور: ناشناخته، رنگ: خاکستری فولادی یا سیاه، شفافیت: کدر(اپاک)، شکستگی: نامنظم، جلا: فلزی، رخ: ندارد، سیستم تبلور: مکعبی و در رده‌بندی تلورور است و منشأ تشکیل آن هیدروترمال است.
همایند کانی‌شناسی (پارانژ) آن کلرادوئیت- سیلوانیت- کالاوریت- تلور و غیره است
کاربرد آن: کانسار طلا و نقره، از نظر ژیزمان آگرگاتهای دانه‌ای و توده‌ای تقریباً کمیاب است و بیشتر در رومانی، آمریکا و استرالیا یافت می‌شود.